# شین جه-ها
شین جه-ها (انگلیسی: Shin Jae-ha؛ زادهٔ ۲ آوریل ۱۹۹۳) بازیگر، و بازیگر تلویزیون اهل کره جنوبی است. وی از سال ۲۰۱۳ میلادی تاکنون مشغول فعالیت بوده‌است.